# Universytet (stanice metra v Kyjevě)
Universytet (ukrajinsky Університет) je stanice kyjevského metra na Svjatošynsko-Brovarské lince.

## Charakteristika
Stanice je trojlodní, kdy pilíře jsou obloženy hnědým mramorem. Na pilířích se nachází mramorové busty různých významných osobností Ruska a Ukrajiny. Obklad kolejových zdí je z dlaždic.
Stanice má jeden vestibul, vestibul má východ ústící na Bulvár Tarase Ševčenka. Vestibul je s nástupištěm propojen eskalátory.